# 耳漏
耳漏，就是外耳道内不断有异常液体积聚或流出。正常情况下，外耳道内除了一些上皮脱落和少许干性耳垢外，多数人外耳道总是干净的。
根据发生的原因、部位及病变的不同，有以下几种耳漏：
1. 脂性耳漏
2. 脓性耳漏
3. 血性耳漏
4. 水性耳漏

当发生耳漏时，可以使用专门的耳用清洁棒来清除分泌物。